# Décès en mars 1975
Décès
- 1971
- 1972
- 1973
- 1974
- 1975
- 1976
- 1977
- 1978
- 1979

Pour une information complémentaire, voir la page d'aide.

| Date    | Nom               | Pays                   | Activités           | Âge | Source |
| ------- | ----------------- | ---------------------- | ------------------- | --- | ------ |
| 11 mars | Margarita Fischer | Drapeau des États-Unis | Actrice américaine. | 89  |        |